# 크리소크로물리나속
크리소크로물리나속(Chrysochromulina)은 착편모조류 속의 일종이다. 크리소크로물리나 에리키나(Chrysochromulina ericina) 종을 포함하고 있다.